# Im Frühling sterben

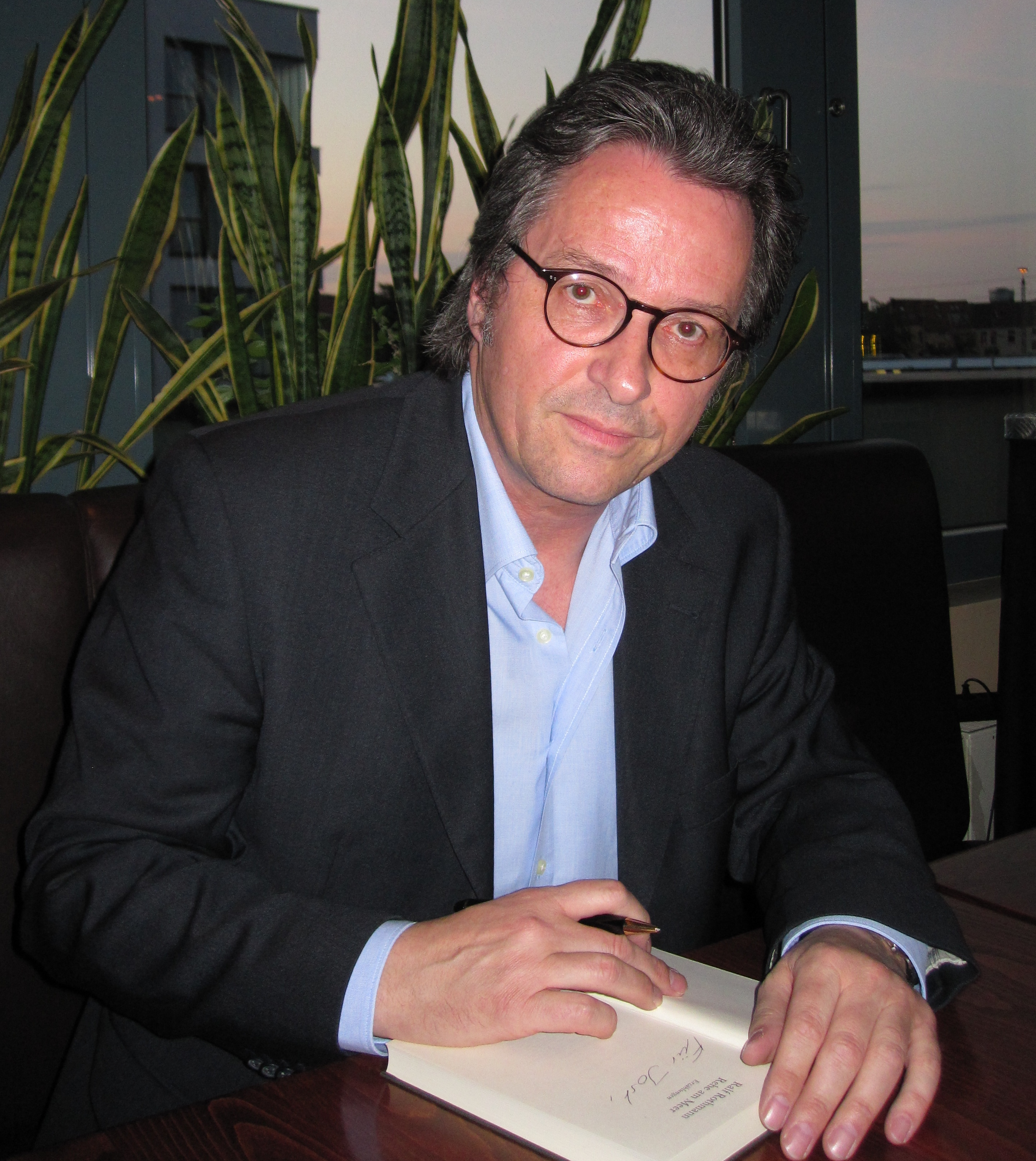
Der Autor Ralf Rothmann im Mai 2012

Im Frühling sterben ist ein im Jahr 2015 erschienener Roman des deutschen Schriftstellers Ralf Rothmann. Er erzählt die Geschichte von Walter Urban und Friedrich („Fiete“) Caroli, zwei siebzehnjährigen Melkern aus Norddeutschland, die im Februar 1945 zwangsrekrutiert werden. Auf intensive Weise beschreibt der Roman die letzten Monate des Zweiten Weltkriegs.

## Handlung
Im Februar 1945 werden die beiden 17 Jahre alten Melkerlehrlinge Walter und Fiete in die Waffen-SS eingezogen. Nach einer dreiwöchigen Grundausbildung werden die Freunde zum Kriegseinsatz nach Ungarn an die Front gebracht. Während Fiete an der Front kämpfen muss, wird Walter als Fahrer eingesetzt. Doch auch er erlebt die Gräuel des Krieges, als er beispielsweise die Ermordung dreier Bauern mit ansehen muss. Inzwischen wurde Fiete beim Kampf an der Front verwundet und Walter besucht ihn im Lazarett. Fiete erfährt, dass seine Eltern bei einem Luftangriff auf Hamburg gestorben sind. Als Walter hört, dass sein Vater, der als Wachmann im KZ Dachau eingesetzt war, aber an die Front nach Stuhlweißenburg strafversetzt wurde, gefallen sei, bittet er um ein paar freie Tage, um das Grab seines Vaters zu suchen. Hauptsturmführer Greiff bewilligt Walters Gesuch, da dieser seinen Sohn Jochen gerettet hat. Doch Walters Suche bleibt vergeblich. Nach seiner Rückkehr erfährt er von seinen Kameraden, dass Fiete desertiert ist, um einem erneuten Fronteinsatz zu entgehen. Walter versucht verzweifelt, das Leben seines Freundes zu retten, und bittet den Sturmbannführer Domberg um Gnade. Doch Domberg behandelt Walter herablassend und interessiert sich mehr für Walters Bildung als für sein Anliegen. Deutlich wird außerdem, dass Walter und seine Kameraden Fiete erschießen sollen. Domberg rät Walter noch zynisch, gut zu zielen, um seinem Freund unnötiges Leid zu ersparen. Am nächsten Morgen wird Fiete auf den Platz geführt, an einen Pfahl gebunden und Walter und seine Kameraden erhalten den Befehl zu schießen. Bald darauf gerät Walter in amerikanische Kriegsgefangenschaft. Nach seiner Freilassung fährt er in seine Heimatstadt Essen-Borbeck. Der Empfang seiner Mutter fällt sehr kalt aus, und Walter kehrt zurück nach Norddeutschland. Doch der Verwalter Thamling kann Walter nicht mehr als Melker einstellen, da die Arbeit mittlerweile von Maschinen übernommen wird. Walter macht sich schließlich auf den Weg nach Kiel, um seine Jugendfreundin Elisabeth aufzusuchen. Walters Heiratsantrag nimmt sie an, woraufhin das Paar eine Stelle als Melkerehepaar auf einem Hof in der Nähe antreten kann.

## Erzählweise
Rothmanns Roman fällt vor allem durch seinen durchaus besonderen Erzählstil auf. Er lässt den Erzähler seine Umgebung und seine Handlungen bemerkenswert detailliert beschreiben. Diese Detailgenauigkeit führt zu einer starken atmosphärischen Verdichtung des Werkes. Darüber hinaus erweckt Rothmann den Anschein, als ob man die Geschehnisse durch die Augen des Erzählers Walter wahrnimmt. Allerdings erhält der Leser keine Innensicht der Figur, da der Erzähler das Geschehen unkommentiert und wie emotionslos wiedergibt. Rothmann orientiert sich dabei am Sekundenstil, der seinen Ursprung in der Epoche des Naturalismus hat. Auffällig ist auch Rothmanns Verwendung der Synästhesie. Außerdem fällt die gezielte Gegenüberstellung grauenhafter Kriegsgeschehnisse mit idyllischen, friedlichen Naturbeschreibungen auf. Das bezeichnendste Charakteristikum des Werkes ist das Fehlen jedes wertenden Urteils. Die detaillierten Beschreibungen der Gräueltaten fordern den Leser allerdings zur eigenen Auseinandersetzung mit dem Geschehen heraus.

## Figuren

### Friedrich „Fiete“ Caroli
Friedrich „Fiete“ Caroli ist ein siebzehnjähriger Melkerlehrling, der seine Ausbildung auf dem Hof der Familie Thamling in Norddeutschland angetreten hat. Seine Eltern starben bei einem Bombenangriff auf Hamburg, Fiete selbst flog aufgrund seines schlechten Betragens vom Gymnasium. Er hat blonde, häufig ungekämmte Locken, umschattete Augen, lange geschwungene Wimpern und noch keinen Bartwuchs, ist also eine eher jungenhafte Erscheinung. Meist trägt er seine Arbeitskleidung: Stahlkappenschuhe, eine weite Drillichhose und einen blauen, mottendurchlöcherten Pullover. Er geht eher liederlich mit seiner Erscheinung um, so sind häufig seine Hände schmutzig und Speichel klebt in seinem Mundwinkel. Fiete ist frech, zynisch und faul und trinkt und raucht regelmäßig, außerdem ist er in einer Beziehung mit dem Mädchen Ortrud, das von ihm schwanger ist. Obwohl er den Krieg ablehnt und der Waffen-SS nicht beitreten möchte, wird er auf einer Tanzveranstaltung in der Nähe des Hofes der Thamlings im Februar 1945 zwangsrekrutiert und muss nach einer notdürftigen Ausbildung an die Front, während sein bester Freund Walter als Fahrer einer Versorgungseinheit zurückbleibt. Aufgrund seiner unüberlegten Art und dem Glauben, bei einem weiteren Einsatz ohnehin zu sterben, desertiert er, wird gefasst und zum Tode verurteilt. Alle Versuche seines besten Freundes, ihn doch noch zu retten, scheitern und er wird schließlich von einigen jungen SS-Männern, unter ihnen Walter, erschossen.

### Walter Urban
Walter ist der beste Freund von Fiete und arbeitet mit ihm zusammen als Melkerlehrling auf dem Hof der Thamlings. Er ist ordentlich, sorgfältig und gewissenhaft und ist immer nett und freundlich zu seinen Kollegen und den Nachbarn. Außerdem achte er stets auf sein Aussehen. Als er und Fiete an die Front müssen, versucht Walter stets auf Fiete aufzupassen und für ihn da zu sein. Vor allem als Fiete verurteilt wird, versucht Walter ihm noch zu helfen, doch dieses klappt nicht, und Fiete wird darauf von mehreren SS-Männern, worunter auch Walter war, erschossen. Da Walter sehr regelkonform ist und Angst vor den Konsequenzen bei nicht konformen Verhalten hat, sah er keine andere Möglichkeit als auch zu schießen, da er sich sonst selbst in Gefahr gebracht hätte.
In seinem späteren Leben ist er verheiratet und Vater von einem Kind. Er ist sehr traumatisiert vom Krieg und hat immer noch Wachträume vom Krieg. Doch spricht er nicht über den Krieg und seine Zeit an der Front.

## Hintergrund

### Biographische Parallelen
Der 1953 in Schleswig geborene Autor Ralf Rothmann wuchs im Ruhrgebiet auf, das bereits Thema vier seiner Romane vor „Im Frühling sterben“ war. Sein Vater war tatsächlich Melkerlehlering, wurde mit 17 Jahren zur Waffen-SS zwangsrekrutiert, zog später ins Ruhrgebiet und arbeitete dort unter Tage. Er starb mit 61 Jahren, sprach nicht viel über sich. Sein Grab konnte Ralf Rothmann später nicht mehr finden, so wie auch Walter erfolglos nach seinem Vater suchte. Somit entsprechen der Prolog und Epilog des Romans der Realität. Auch verschiedene Orte aus dem Roman, wie beispielsweise Kiel und das Ruhrgebiet, beziehen sich auf Rothmanns Biographie. Der Autor erdenkt fiktive Umstände, unter denen sein Vater im Krieg gewesen sein könnte, um dessen Vergangenheit zu verarbeiten und besser verstehen zu können. Somit schafft er auch eine Grundlage für andere Kriegskinder, sich mit der verschwiegenen Vergangenheit der Eltern auseinanderzusetzen.
„Im Frühling sterben“ handelt wie viele andere Werke Rothmanns von der Alltagsbewältigung der „kleinen Leute“ in historischem Kontext. Der Autor zeigt auf neutrale Weise unterschiedliche gesellschaftliche Schichten auf, so werden beispielsweise der gebildete Sturmbannführer Domberg und das bäuerliche Leben Fietes und Walters charakterisiert. Allgemein sind viele Parallelen zu Rothmanns anderen Werken zu erkennen, so auch die wiederkehrende Tiermetaphorik.

### Günter Grass und die Division Frundsberg
Walter und Fiete geraten unfreiwillig in die Waffen-SS und landen schließlich in Ungarn bei der „Division Frundsberg“, jener Einheit, bei der auch der 17-jährige Günter Grass gedient hat. Günter Grass wurde am 10. November 1944 im Alter von 17 Jahren zur 10. SS-Panzer-Division „Frundsberg“ der Waffen-SS einberufen und befand sich bis zum 24. April 1946 in amerikanischer Kriegsgefangenschaft. Seine Zugehörigkeit zur SS verschwieg Grass in seinen bis 2006 veröffentlichten Biografien. Stets hieß es, er sei 1944 Flakhelfer geworden und danach als Soldat der Panzertruppe in die Wehrmacht einberufen worden. Kurz vor Erscheinen seiner Autobiografie „Beim Häuten der Zwiebel“, erklärt Grass, als 17-jähriger Mitglied der Waffen-SS gewesen zu sein. Mit seinem Bekenntnis begann eine Debatte um Grass‘ Rolle als moralische Instanz im Nachkriegsdeutschland. In einem Interview gab Günter Grass zu verstehen, dass er während seiner Zugehörigkeit zur Waffen-SS an keinen Kriegsverbrechen des Zweiten Weltkrieges beteiligt gewesen sei und keinen einzigen Schuss abgegeben habe. Er sei Ladeschütze und somit für das Nachladen, nicht aber für das Schießen zuständig gewesen.
Daraufhin gab es Forderungen nach der Aberkennung oder Rückgabe von verliehenen Auszeichnungen. Grass solle die Ehrenbürgerschaft der Stadt Danzig ablegen und seinen Nobelpreis für Literatur zurückgeben. Letztendlich kam es nicht dazu, und die Forderungen wurden sowohl von den Einwohnern der Stadt Danzig als auch von dem Nobelpreiskomitee zurückgenommen.

## Interpretation

### Dilemma-Situation Unschuldig-schuldig-werden
Das Unschuldig-schuldig-werden ist ein zentrales Motiv des Romans. Walter muss seinen besten Freund Fiete erschießen. Ein Zuwiderhandeln hätte schlimme Folgen für ihn selbst – er würde ebenfalls erschossen werden – aber auch für die übrigen Beteiligten am Erschießungskommando. Sie müssten für Walters Ungehorsam mit ihrem Leben bezahlen. „Die zählen die Einschüsse, und wenn einer fehlt, schicken sie uns alle noch vor dem Mittagessen an die Front. Und heute Abend sind wir Gedärm an den Panzerketten.“ (S. 170) Egal wie sich Walter entscheidet, er macht sich schuldig. Es handelt sich hierbei um eine klassische Dilemma-Situation. Sie zeigt nochmals die ganze Brutalität und Kälte der Naziherrschaft auf. Die Folgen für Walter sind furchtbar: Er gibt in seiner Zeit als Soldat nur einen Schuss ab, aber dieser trifft Fiete. Darüber wird Walter sein ganzes weiteres Leben nicht hinwegkommen. Fietes Antwort auf Walters Frage nach den Folgen für den Schießenden im letzten Gespräch der beiden Protagonisten vor der Hinrichtung trägt prophetische Züge: Walter wird „wahrscheinlich eine große Traurigkeit“ (S. 163) vererben. Er trägt diese Traurigkeit in sich (vgl. S. 7). Ob sie sich auch auf seinen Sohn übertragen hat, lässt der Roman offen.

## Epigenetik
„Und einmal, als ich meine Träume erwähnte, sagte er mir, dass es ein Gedächtnis der Zellen in unserem Körper gibt, auch der Samen - und Eizellen also, und das wird vererbt. Seelisch oder körperlich verwundet zu werden, macht was mit den Nachkommen.“ (Zitat S. 162 Z. 10–15 Suhrkamp Verlag)
Fiete erzählt, er träume oft davon, erschossen zu werden, und dass sein Vater, der im letzten Krieg viele schlimme Dinge erlebt hat, die Traumavererbung zur Sprache gebracht habe, da er der Meinung sei, sein Sohn sei aufgrund ihrer nachts oft hochgeschreckt.
Die Epigenetik beschreibt, welche Faktoren die Aktivität und Entwicklung der Zellen festlegen. Die Genänderung geschieht hier nicht aufgrund einer Mutation, sondern durch eine DNA-Methylierung, bei der Enzyme  bestimmte DNA-Abschnitte nachträglich markieren und verändern. Dieser Eingriff betrifft nicht die Nukleotidsequenz, denn die Methylgruppen koppeln sich oberhalb der eigentlichen Basensequenz an, ohne sie in ihrer Reihenfolge zu verändern. Dadurch steuern die Zellen, wann welche Proteine produziert werden, da sie durch die Markierung die Gene ab- und wieder zuschalten können. Diese Markierungen sind chemisch sehr stabil und werden von einer Generation in die nächste übertragen. Wenn aber die Person, welche diese Genveränderung von ihren Eltern vererbt bekommen hat, in einer besonders harmonischen, stressfreien und ruhigen Umgebung aufwächst, kann diese wieder aufgehoben werden und die Person ist „geheilt“. Das Epigenom bestimmt also die Identität, wodurch der Organismus sich ständig an seine Umwelt anpasst. Epigenetische Veränderungen können beispielsweise für Tumorbildung verantwortlich sein.

## Rezension
„Man liest Ralf Rothmanns neuen Roman über eine Freundschaft, die vom Bösen überrollt wird, unter Hochspannung und voller Bewunderung für die Nähe zu den Protagonisten. Im Frühling sterben ist fraglos eine der wichtigen, aufregenden Neuerscheinungen der Saison und zugleich eine moralische Herausforderung. Mit Fug und Recht kann man sagen: Mit Im Frühling sterben ist die Nach-Grass-Ära kraftvoll eingeläutet worden, gerade weil der Vatermord, symbolisch gesprochen, nicht stattfindet.“

„"Im Frühling sterben" ist ein grandioser Roman, der stärker sein dürfte, als jede Leseumgebung - und viel mehr ist als bloß ein Antikriegsroman, als der er immer wieder bezeichnet wurde. Das beste Buch, das ich in diesem Jahr gelesen habe.“

„"Im Frühling sterben" ist als feiner und trotziger Widerstand gegen alles Zeitgeistige und Mittelständische der für mich wichtigste deutsche Roman des bisherigen Jahres. Ein Buch für Erwachsene. Ein Wunder der Zwischentöne, der Aufladungen, des Trostes auch. Es füllt das Schweigen. Es kann Schweigen brechen. Es ist dazu noch nicht immer zu spät.“